# Schlacht am Mons Lactarius
Iberischer Krieg
Thannuris – Dara – Satala – Callinicum – Martyropolis
Vandalenkrieg
Ad Decimum – Tricamarum
Gotenkrieg
1. Neapel – 1. Rom – Verona – Faventia – Mucellium – 2. Neapel – 2. Rom – 3. Rom – Sena Gallica – Busta Gallorum – Mons Lactarius – Casilinus
Eroberung von Spania
Maurenkriege
Mammes und Bourgaon – Babosis und Zerboule – Cillium – Marta – Felder von Cato
Lasischer Krieg
1. Petra – 2. Petra – 3. Petra – 1. Archäopolis – Cotais – 2. Archäopolis – Telephis–Ollaria – Onoguris (3. Archäopolis) – Phasis – Tzacher
In der Schlacht am Mons Lactarius (Milchberg; gelegentlich auch genannt: Schlacht am Vesuv) im Oktober des Jahres 552 (oder Anfang 553) besiegte der oströmische Feldherr Narses im Auftrag des Kaisers Justinian I. den letzten ostgotischen König Teja. Dies war die letzte große Schlacht im damaligen Gotenkrieg.

## Vorgeschichte
Teja war nach der schweren Niederlage der Ostgoten in der Schlacht von Busta Gallorum einige Monate zuvor, in der König Totila getötet worden war, zum neuen König gewählt worden. Er hatte die Überreste der Ostgoten um sich geschart und sich nach Kampanien zurückgezogen, wo sein Bruder Aligern noch einige gotische Stützpunkte hielt. Zunächst wurden die Goten vom Meer her mit Lebensmitteln versorgt, aber als ihre Flotte durch Verrat in die Hände der Byzantiner fiel, spitzte sich ihre Ernährungslage dramatisch zu. Schließlich stellten sich die Goten in einem Verzweiflungsakt den zahlenmäßig und waffentechnisch weit überlegenen Byzantinern am Milchberg in der Nähe von Neapel und griffen deren Feldbefestigungen an, „weil es ihnen besser schien, den Tod in offener Schlacht zu suchen als Hungers zu sterben“, wie es der zeitgenössische Geschichtsschreibers Prokopios von Caesarea im achten Buch seiner Historien formulierte.

## Schlachtverlauf
Prokopius zufolge machte es die räumliche Enge den kaiserlichen Truppen unmöglich, ihre zahlenmäßige Überlegenheit auszuspielen. Acht Stunden lang verteidigte Teja eine Position allein und tötete dabei zahlreiche Feinde. Im Verlauf wurde sein Schild immer mehr mit Wurfspeeren gespickt, so dass seine Waffenträger ihn immer wieder auswechseln mussten. Schließlich war Teja bei einem solchen Schildwechsel einen kurzen Augenblick ungeschützt und wurde tödlich von einem Speer in die Brust getroffen. Die Byzantiner steckten seinen Kopf auf eine Stange zum Zeichen des Triumphes, doch entgegen ihrer Erwartung gaben die Goten nicht auf und kämpften verzweifelt bis zum Einbruch der Nacht weiter. Auch am nächsten Morgen wurde der überaus erbitterte Kampf wieder aufgenommen und für viele Stunden fortgesetzt. Schließlich entsandten die Goten einige ihrer Adligen zu Narses und boten eine Einstellung des Kampfes gegen freien Abzug und Belassung von Geldern zur Wegzehrung an. Nach eingehender Beratung stimmte Narses zu, verlangte aber, dass die Goten für immer ganz Italien verlassen mussten.
In seinem Bericht hob Prokopius insbesondere den Heldenmut Tejas hervor, der „in keiner Beziehung einem der sogenannten Heroen nachsteht“. Zu den militärischen Details der Darstellung meldete allerdings bereits 1921 der Historiker Hans Delbrück Zweifel an. So ist bei Prokopius neben dem nahezu auf sich allein gestellten Teja auch die Rede von gegenüberstehenden Phalangen, über deren Rolle in der Schlacht kein weiteres Wort verloren wird.

## Nachwirkung
Einer Gruppe von etwa tausend Goten (laut Delbrück müssen es wohl mehr gewesen sein) unter Führung des Herzogs Indulf gelang es während der Schlacht, den byzantinischen Umklammerungsring zu durchbrechen und sich bis nach Norditalien durchzuschlagen. Schließlich sollen sie im heutigen Österreich eine neue Heimat gefunden haben. Über das Schicksal der übrigen Goten gibt es bei den zeitgenössischen Geschichtsschreibern widersprüchliche Darstellungen: Während sie laut Prokopius gemäß dem mit Narses geschlossenen Vertrag Italien verließen, „um bei irgendwelchen anderen Barbaren in Freiheit zu leben“, teilt der Historiker Agathias mit, dass der Großteil des Volkes sich unter Belassung seiner Güter dem Kaiser von Byzanz unterwarf.
Damit war der zweite Gotenkrieg praktisch beendet, auch wenn einzelne gotische Garnisonen den Oströmern noch bis 562 widerstanden.

## Rezeption
Die Schlacht wurde insbesondere im Rahmen der aufkommenden Begeisterung für das Germanentum im 19. und frühen 20. Jahrhundert vielfach künstlerisch aufgegriffen. Am bekanntesten dürfte ihre Darstellung in Felix Dahns 1876 erschienenem Roman Ein Kampf um Rom sein, dessen Höhepunkt und Abschluss sie bildet. Dahn verortete die Schlacht allerdings unmittelbar am Vesuv. In seinem Gedicht Der Frontsoldat griff der Dichter Peter Worringer Tejas letzten Waffengang auf und stellte einen Bezug zum von ihm erlebten Kampfgeschehen des Ersten Weltkriegs her.